# 新田万紀子
新田 万紀子（にった まきこ、1961年5月18日 - 2018年2月8日）は、日本の女性声優。ケンユウオフィス所属。静岡県出身。

## 経歴
早稲田大学法学部を卒業後、円俳優養成所を経て声優として活動。
その後、NINAGAWA STUDIO、ゆーりんプロ、talk backを経て、ケンユウオフィスに所属していた。
2018年2月8日、大動脈解離により死去。

## 人物
声種はアルトからメゾソプラノ。
方言は伊豆弁。
趣味は車、観劇、ガーデニング。特技は多重キャラ絵本読み。

## 出演

### テレビアニメ
2006年
- おとぎ銃士 赤ずきん（老女）
- ちょこッとSister（老夫婦、妻）

2007年
- 彩雲国物語（おばさん）
- BLUE DRAGON（老婆、お婆さん、老婆）
- ぼくらの（吉川光枝、おばさん）

2008年
- TYTANIA -タイタニア-（リラの祖母）
- 鉄腕バーディー DECODE（鈴木良枝）
- テレパシー少女 蘭（森内）
- のだめカンタービレ 巴里編[5]（子供、女性教師、老婦人）
- BLASSREITER（マリー、シスター、ペトラ、ケーニヒ）
- 我が家のお稲荷さま。（おばさん（ネコ））

2009年
- 明日のよいち!（老婆）
- 神曲奏界ポリフォニカ クリムゾンS（シスター）
- スティッチ!（プリークリーのママ）
- テイルズ オブ ジ アビス（タマラ）
- はっけん たいけん だいすき!しまじろう

2012年
- 好きっていいなよ。（パン屋のおばちゃん）
- べるぜバブ（女将）

2014年
- ふうせんいぬティニー（ラクー）

### 劇場アニメ
2013年
- Kick-Heart（シスター）

### ゲーム
2007年
- 召喚少女 〜ElementalGirl Calling〜（メリッサ）

2009年
- リトルアンカー（アニタ・マルティネス）

2010年
- HOSPITAL. 6人の医師（キルスティン・ラングレー）

2016年
- 薔薇に隠されしヴェリテ（マリア・テレジア[6]）

2018年
- デトロイト ビカム ヒューマン（アマンダ）

### 吹き替え

#### 実写
- アーサーとミニモイの不思議な国
- アート・オブ・デビル
- ER XI 緊急救命室（ミルナ・フレミング〈リサ・ダルトン〉） #245
- ER XIII 緊急救命室（ナズリー〈ロージー・マレク=ヨナン〉） #286
- ER XIV 緊急救命室（ロイス〈アン・ラッター〉） #291
- ER XV 緊急救命室（バネッサ・エスカランテ〈マリソル・ラミレス〉） #310
- イ・サン（マクソン（居酒屋の女将））
- AVP2 エイリアンズVS.プレデター
- X-MEN2
- 同い年の家庭教師
- オーメン
- 風の国 ～The Land of Wind～（大神官）
- 華麗なるペテン師たち
- カンフー・ヨガ（アスミタ博士[7]）
- クリミナル・マインド 特命捜査班レッドセル
- 警察署長ジェッシィ・ストーン 訣別の海（キャシー・ベイカー）
- コールドケース7 ザ・ファイナル（セレステ（メア・ウィニンガム））
- 心のカルテ（ジュディ（リリ・テイラー））
- ザッツ★マジックアワー ダメ男ハワードのステキな人生
- サマンサ Who?
- SHERLOCK（シャーロック）2（ステープルトン博士）
- 主任警部アラン・バンクス2
- スモーキン・エース/暗殺者がいっぱい
- ダークナイト（サリロ判事〈ニディア・ロドリゲス・テラチナ〉）※ソフト版
- タイタニック 愛と偽りの航海
- 007 私を愛したスパイ
- タワーリング・インフェルノ（ポーラ・ラムジー市長夫人）※BSジャパン版
- 地球が凍りつく日
- チャームド〜魔女3姉妹〜
- 朱蒙 -チュモン- Prince of the Legend（マウリョン巫女）
- ディープ・アンダーカバー
- デイブは宇宙船（MRI技術者）
- デスパレートな妻たち
- ナース・ジャッキー2
- バビロンA.D.
- HAWAII FIVE-0
- HEROES/ヒーローズ（アンジェラ・ペトレリ（クリスティン・ローズ））
- ボックス（ジェニファー）
- ほぼ300<スリーハンドレッド>
- ミラーマスク
- 名探偵モンク4 #13、15
- リ・ジェネシス バイオ犯罪捜査班
- 臨死

#### アニメ
- フィニアスとファーブ （ウィニフレッド・フレッチャー）
- プチバンピ（先生[8]）

### その他
- クノールカップスープCM（ナレーション）
- 地球ドラマチック「究極のツタンカーメン（前編・後編）」

### ドラマCD
- Drama CD Real Rode 〜Pure White Disc〜（主人公の母）
- G線上の猫2（理也の母）